# سوزان بولوك
سوزان بولوك (بالإنجليزية: Susan Bullock)‏ هي موسيقية ومغنية ومغنية أوبرا بريطانية، ولدت في 9 ديسمبر 1958 في تشيشير في المملكة المتحدة.

## وصلات خارجية
- سوزان بولوك على موقع IMDb (الإنجليزية)
- سوزان بولوك على موقع ميوزك برينز (الإنجليزية)
- سوزان بولوك على موقع ديسكوغز (الإنجليزية)